# إدي فينيش أدامي
إدي فينيش أدامي (بالإنجليزية: Eddie Fenech Adami) (و. 1934 – م) هو عالم اقتصاد، وسياسي من مالطا ولد في بيركيركارا.، تولى منصب رئيس مالطا (2004–2009) .

## التعليم
درس في جامعة مالطا.

## روابط خارجية
- إدي فينيش أدامي على موقع الموسوعة البريطانية (الإنجليزية)
- إدي فينيش أدامي على موقع مونزينجر (الألمانية)